# Turn the Night Up
«Turn the Night Up» es una canción del cantante español Enrique Iglesias. Fue compuesta por Iglesias, Niles Hollow-Dhar, Marty James Garton, Jr. y Rome Ramírez y contó con la colaboración del dúo de productores The Cataracs. Empezó a difundirse en las radios de los Estados Unidos el 22 de julio de 2013, y posteriormente, ese mismo día fue lanzado oficialmente como sencillo en formato digital. Alcanzó la primera ubicación del Hot Dance Club Songs, y el número 61 del Billboard Hot 100.
Logró más de 12 millones de reproducciones en menos de 24 horas. En el transcurso de cuatro días, logró ingresar al Top 20 del Mediabase Top 40.
Además la canción cuenta con una página interactiva.

## Video musical
El video musical oficial fue originalmente dirigido por Justin Francis, pero la discográfica rechazó la edición del mismo. Posteriormente fue redirigido por Yasha Malekzad, y producido por Artist Preserve Ltd. y Sigma Bull Productions y estrenado el 19 de agosto de 2013. En él, muestra a Enrique manejando una Lamborghini Gallardo persiguiendo a una chica por las calles de Los Ángeles, dirigiéndose a una fiesta en una casa.

## Lista de canciones
Descarga digital
1. «Turn the Night Up» – 3:16

## Posicionamiento en listas
| Lista (2013)                          | Mejor posición |
| ------------------------------------- | -------------- |
| Canadá (Hot 100)                      | 37             |
| España (Top 100 Canciones)            | 41             |
| Estados Unidos (Billboard Hot 100)    | 61             |
| Estados Unidos (Pop Songs)            | 22             |
| Estados Unidos (Hot Dance Club Songs) | 1              |
| República Checa (Rádio Top 100)       | 31             |
| Venezuela (Record Report)             | 5              |

### Sucesión en listas
| Anterior: «Skirt» de Kylie Minogue | Hot Dance Club Songs — Sencillo Nro 1 21 de septiembre de 2013 — 27 de septiembre de 2013 | Siguiente: «Slow Down» de Selena Gomez |